# Ptychanthus striatus
Ptychanthus striatus är en bladmossart som först beskrevs av Lehm. et Lindenb., och fick sitt nu gällande namn av Christian Gottfried Daniel Nees von Esenbeck. Ptychanthus striatus ingår i släktet Ptychanthus och familjen Lejeuneaceae. Inga underarter finns listade i Catalogue of Life.